# PGA Kampioenschap (Wales)
Het PGA Kampioenschap van Wales (Welsh PGA Championship) is een golftoernooi voor leden van de Welsh PGA, die in 1901 werd opgericht.
De eerste editie van het kampioenschap was in 1904 en werd gewonnen door Arthur Day. In 1960 werd het toernooi uitgebreid van 36 naar 72 holes.
Op de winnaarslijst staan (vooral bij de latere jaren) spelers die later op de Europese Tour speelden.
Toen het toernooi een grote sponsor verloor, werd het toernooi gered door Peter Johnson, pro op de Cardiff Golf Club. Op de club was Bill Smalldon van 1928-1974 de clubpro geweest en deze was opgevolgd door zijn zoon Denis, die aan de gevolgen van een auto-ongeval was overleden. Peter Johnson had hem opgevolgd. Om het toernooi te redden sponsorden leden de holes en werd de huidige trofee vernoemd naar Denis Smalldon. Johnson bleef de toernooidirecteur gedurende tien jaar en werd bijgestaan door Ian Woosnam, die beloofde net zo lang mee te spelen tot hij het toernooi won, hetgeen pas in 1988 gebeurde.

## Winnaars
| - 1904: Arthur Day - 1905: F Collins - 1906: J Ross - 1907: S Whiting - 1908: TJ Brace - 1909: A Matthews - 1910: A Matthews - 1911: P Rainford - 1912: C Hughes - 1913: C Gadd - 1914-1919: niet gespeeld - 1920: Percy Alliss - 1921: Percy Alliss - 1922: G Faulkner - 1923: JW Milner - 1924: BS Weastall - 1925: J Horn - 1926: BS Weastall - 1927: B Hodson - 1928: R Walker - 1929: B Hodson - 1930: H Palferman - 1931: R Watts - 1932: W G (Bill) Smalldon - 1933: F Collins - 1934: CA Pickett - 1935: F Hill - 1936: F Lloyd - 1937: F Hill - 1938: S Collins | - 1939: C Grabham - 1940-1945: niet gespeeld - 1947: K Williams - 1948: H Gould - 1949: H Gould - 1950: G James - 1951: H Gould - 1952: S Collins - 1953: ? - 1954: ? - 1955: ? - 1956: Denis Smalldon (Bill's zoon) - 1957: J Black - 1958: RH Kemp - 1959: Denis Smalldon - 1960: RH Kemp Jnr - 1961: Sid Mouland - 1962: Sid Mouland - 1963: H Gould - 1964: B Bielby - 1965: Sid Mouland - 1966: Sid Mouland - 1967: Sid Mouland - 1968: RJ Davies - 1969: Sid Mouland - 1970: W Evans - 1971: J Buckley - 1972: J Buckley - 1973: A Griffiths - 1974: M Hughes | - 1975: Craig DeFoy - 1976: Simon Cox - 1977: Craig DeFoy - 1978: Brian Hugget - 1979: Craig DeFoy - 1980: Andrew Griffiths - 1981: Craig DeFoy - 1982: Craig DeFoy - 1983: Simon Cox - 1984: Kevin Jones - 1985: David Llewellyn - 1986: Phillip Parkin - 1987: A Dodman - 1988: Ian Woosnam - 1989: Kevin Jones - 1990: Paul Mayo - 1991: Paul Mayo - 1992: Chris Evans - 1993: Phillip Price - 1994: Mark Plummer - 1995: Stephen Dodd - 1996: Matthew Stanford - 1997: Matthew Ellis - 1998: Liam Bond - 1999: Richard Dinsdale - 2000: Mark Plummer - 2001: Stephen Dodd - 2002: Simon Edwards - 2003: Simon Edwards - 2004: Mark Plummer - 2005: Sion Bebb | Ryder Cup Wales PGA Championship - 2006: Sion Bebb - 2007: Stephen Dodd - 2008: Trevor Jones - 2009: Jason Powell - 2010: Simon Edwards - 2011: Stephen Dodd - 2012: Stuart Manley |

Het toernooi werd in de zestiger jaren zes keer gewonnen door Sid Mouland, de vader van Mark Mouland.